# Constitution du 6 messidor an I
 (mars 2013).
Lire en ligne

Consulter

Constitution française du 3 septembre 1791 (Monarchie constitutionnelle) Constitution de l'an III (Directoire)
La Constitution du 6 messidor an I (24 juin 1793), Constitution de l’an I ou Constitution de 1793, est élaborée pendant la Révolution française par la Convention montagnarde et adoptée le 6 messidor an I (24 juin 1793). Promulguée le 4 août 1793 pour régir la Convention nationale de la Première République, elle n'a jamais été appliquée, la Convention ayant décrété, le 10 octobre 1793, que le gouvernement serait révolutionnaire jusqu'à la paix. Elle a toutefois emporté des conséquences juridiques, notamment en matière de nationalité.
Elle est constituée d’une déclaration des droits de l’homme et du citoyen complétant et se substituant à celle de 1789 et d’un acte constitutionnel relatif à l’organisation des pouvoirs publics.

## Élaboration
Le projet de constitution est élaboré par le Comité de salut public auquel se sont joints, le 30 mai 1793, Hérault de Séchelles, Ramel, Couthon, Saint-Just et Mathieu.
Le 10 juin, Hérault de Séchelles présente les travaux du comité à la Convention et lit à la tribune le projet de constitution que précède un projet de déclaration des droits.
La discussion s'ouvre le lendemain, 11 juin. Sommaire, elle s'achève le 24 juin, date à laquelle le projet de constitution amendé, lu par Hérault de Séchelles, est adopté.
Conformément au décret du 21 octobre 1792, le texte est soumis au référendum. Il s'agit du premier référendum organisé en France.
Approuvée par référendum dans des circonstances assez spécifiques (il y eut plus de cinq millions d'abstentionnistes sur un contingent d'environ sept millions d'électeurs, en raison de la publicité du vote, à savoir que le caractère secret du vote n'était pas mis en avant), cette constitution très démocratique (suffrage universel masculin, pouvoir important des assemblées locales dans l’édiction des lois) ne fut pas appliquée, en raison de conflits internes (Guerre de Vendée) ainsi qu'externes (guerre de la Première Coalition) sur le territoire français.

## Contenu

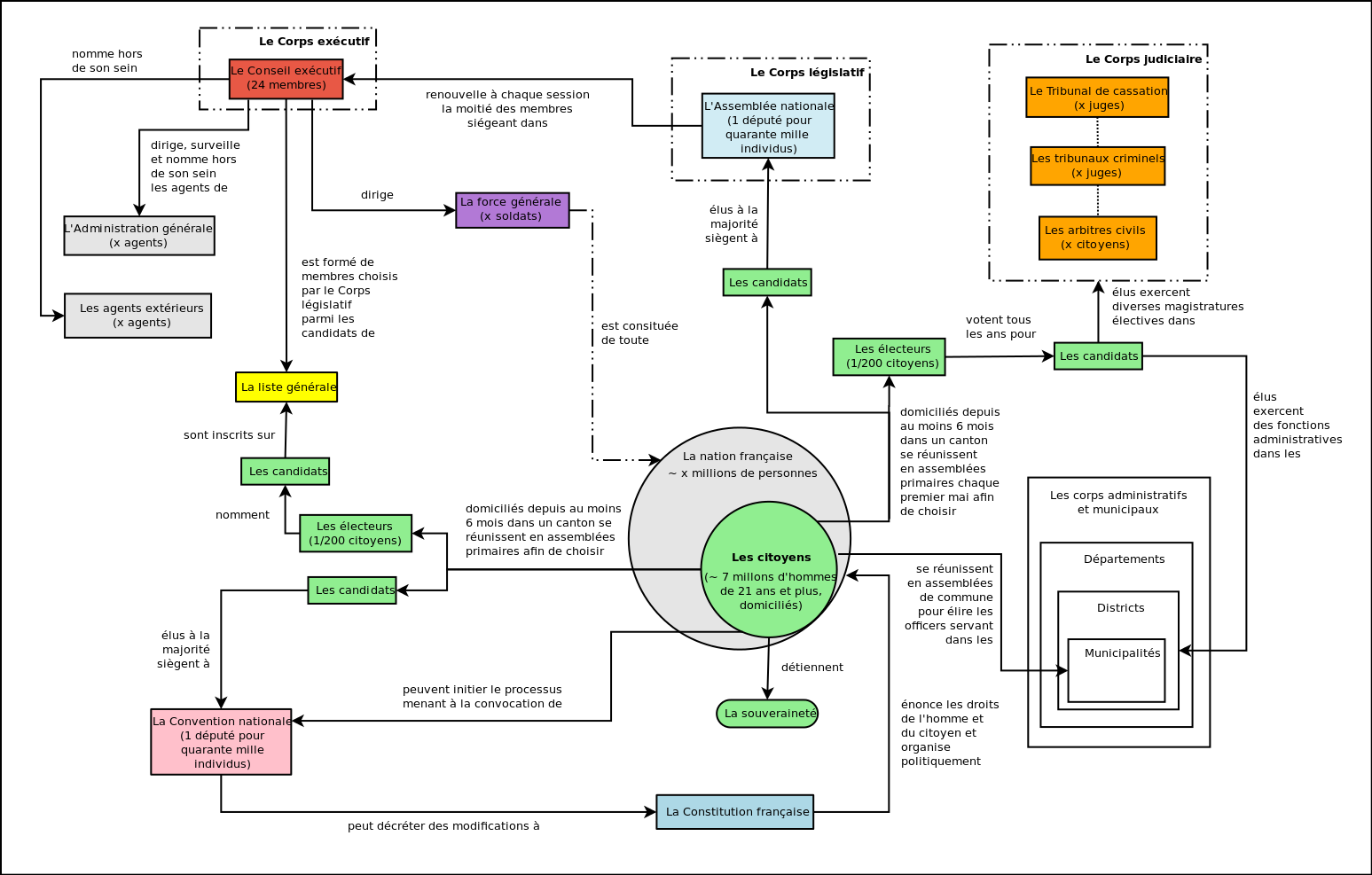
Organisation du régime.

### Déclaration de 1793

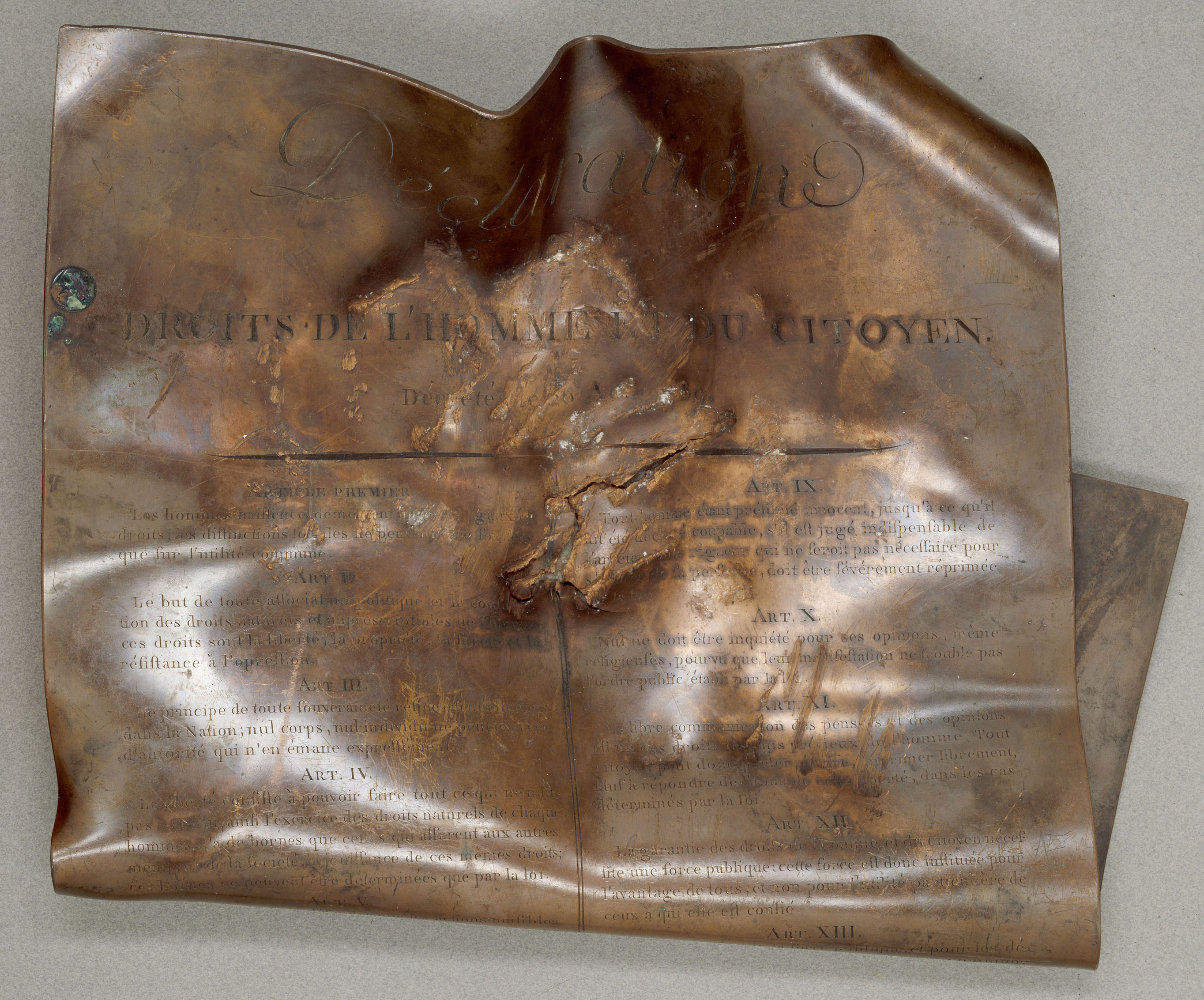
Déclaration des droits de l'homme et du citoyen de 1789. Ce texte gravé sur une plaque d'airain, fut rangé dans un coffre de bois de cèdre encastré en juillet 1792 dans une des pierres de la colonne de la Liberté, qui devait être élevée sur les ruines de la Bastille ; il fut pilonné par le mouton national le 5 mai 1793, conformément au décret du 25 avril 1793, le texte étant rendu obsolète par le changement de régime survenu en septembre 1792 et l'élaboration concomitante d'une Nouvelle constitution et d'une déclaration révisée. Archives nationales.

Les députés souhaitent compléter la déclaration des droits de l'homme et du citoyen de 1789. Ainsi les droits individuels de 1789 sont confirmés, mais on peut remarquer certaines innovations :
- proclamation de droits économiques et sociaux (association, réunion, travail, assistance et instruction),
- consécration de la théorie de la souveraineté populaire au détriment de la souveraineté nationale se traduisant par une ébauche de référendum (c'est le peuple réel qui est souverain, non la nation, le peuple sublimé, qui est plus large - notion sous-jacente de majorité) ;
- l'insurrection devient un droit et un devoir (c'est-à-dire qu'elle est éventuellement de fait un droit) quand le gouvernement viole les droits du peuple,
- interdiction de l'esclavage juridique — appropriation de fait d'un droit excessif confinant au privilège par une caste ou secteur de l'administration publique si d'aventure l'étendue des textes législatifs outrepasse le cadre populaire de la réglementation approuvée par le peuple[Quoi ?].

### Régime d'assemblée
La Constitution de l'an I institue un régime d'assemblée où le pouvoir est plus ou moins concentré entre les mains d'une seule assemblée  renouvelable tous les ans au suffrage universel direct. Elle exerce le pouvoir législatif, avec la participation des citoyens par une sorte de référendum. Elle tient sa légitimité du peuple, l'accession à la majorité des nouvelles générations, la disparition des anciennes, impose un renouvellement de l'approbation du peuple (article 28).
Le peuple français est distribué, pour l'exercice de sa souveraineté, en Assemblées primaires de canton. Les Assemblées primaires se composent des citoyens domiciliés depuis six mois dans chaque canton. Elles sont composées de deux cents citoyens au moins, de six cents au plus, appelés à voter.
Les projets de loi de l'Assemblée nationale sont envoyés à toutes les communes de la République, sous ce titre : loi proposée. Quarante jours après l'envoi de la loi proposée, si, dans la moitié des départements, plus un, le dixième des Assemblées primaires de chacun d'eux, régulièrement formées, n'a pas réclamé, le projet est accepté et devient loi.
Les lois, les décrets, les jugements et tous les actes publics sont intitulés : Au nom du peuple français, l'an… de la République française.
Un Conseil exécutif se compose de vingt-quatre membres. L'assemblée électorale (les citoyens réunis en Assemblées primaires nomment un électeur à raison de 200 citoyens, présents ou non ; deux depuis 301 jusqu'à 400 ; trois depuis 501 jusqu'à 600) de chaque département nomme un candidat. Le Corps législatif choisit, sur la liste générale, les membres du Conseil. Il est renouvelé par moitié à chaque législature. Le Conseil est chargé de la direction et de la surveillance de l'administration générale ; il ne peut agir qu'en exécution des lois et des décrets du Corps législatif. 
Il nomme, hors de son sein, les agents en chef de l'administration générale de la République. Ces agents ne forment pas un conseil ; ils sont séparés, sans rapports immédiats entre eux ; ils n'exercent aucune autorité personnelle.
Le Conseil nomme, hors de son sein, les agents extérieurs de la République et il négocie les traités. Le Conseil est responsable de l'inexécution des lois et des décrets, et des abus qu'il ne dénonce pas.

## Constitution jamais appliquée
Le 10 octobre 1793, la Convention consacre l'établissement d'un gouvernement révolutionnaire dans le cadre d'un état d'exception, déclarant : « Le gouvernement provisoire de la France sera révolutionnaire jusqu'à la paix ». Il avait été convenu que la paix revenue, la constitution serait ressortie de son arche de cèdre pour être appliquée. La guerre intérieure, extérieure et surtout le renversement de la convention montagnarde le 10 thermidor an II sonnèrent le glas de son application. 
Malgré sa non-application, la Constitution de l'an I garda un grand prestige auprès des forces politiques de la gauche démocratique française sous le Directoire, l'Empire et la Restauration. Ainsi, Gracchus Babeuf et la Conjuration des Égaux voulaient l'application de cette constitution qui, même avec son apologie de la propriété, leur semblait être la plus égalitaire.
Au XIXe siècle, d'après une jurisprudence bien établie par des décisions concordantes de cours d'appel, la Constitution de l'an I est entrée en vigueur à la suite de la proclamation de son acceptation, le 10 août 1793,. Le décret du 19 vendémiaire an II (10 octobre 1793), pris sur le rapport de Saint-Just et portant que « le gouvernement provisoire de la France est révolutionnaire jusqu'à la paix », n'a pas eu pour effet de différer dans le temps l'entrée en vigueur de la Constitution de l'an I : il en suspend l'effet, prouvant ainsi qu'elle était antérieurement entrée en vigueur. L'effet suspensif du décret de l'an II est restreint aux dispositions de la Constitution de l'an I relatives au gouvernement. Les autres dispositions de la constitution sont restées en vigueur. Au nombre de ces dispositions, figure l'article 4, alinéa 2, de l'Acte constitutionnel, aux termes duquel : « Tout étranger âgé de vingt et un ans accomplis, qui, domicilié en France depuis une année, y vit de son travail, ou acquiert une propriété, ou épouse une Française, ou adopte un enfant, ou nourrit un vieillard (...), est admis à l'exercice des droits de citoyen français. » Ces dispositions ont abrogé celles de l'article 3 du titre II de la Constitution du 3 septembre 1791. Elles sont restées en vigueur jusqu'à leur abrogation par l'article 10 de la Constitution de l'an III qui est entrée en vigueur le 22 septembre 1795, date de sa promulgation.
L'article 4, alinéa 2, de l'Acte constitutionnel traite tant de la citoyenneté que de la nationalité. Il a pour effet de naturaliser les étrangers qui remplissent les conditions exigées, sans serment civique ni déclaration,,. Il a permis de reconnaître la nationalité française de plusieurs personnes,,,,,,.

## Postérité
Au Japon, la constitution fut traduite par Chōmin Nakae en chinois classique en 1882 sous le titre « Déclaration des droits du peuple français de 1793 ». Le texte servit de modèle pour les partisans du Mouvement pour la liberté et les droits du peuple, réclamant alors une constitution démocratique et un parlement.